# Twist and Shout (The Beatles)
Twist and Shout è il primo EP dei Beatles, pubblicato in Gran Bretagna il 12 luglio 1963.

## Accoglienza
Il disco raggiunse la quarta posizione nella classifica della rivista musicale inglese New Musical Express e divenne il primo EP a entrare nella classifica dei singoli. Uscì di classifica dopo 10 settimane con più di 800 000 copie vendute complessivamente.

## Tracce
1. Twist and Shout – 2:33 (Bert Russell e Phil Medley)
2. A Taste of Honey – 2:05 (Bobby Scott e Ric Marlow)
3. Do You Want to Know a Secret – 2:00 (John Lennon e Paul McCartney)
4. There's a Place – 1:53 (John Lennon e Paul McCartney)

## Formazione
- George Harrison — chitarra solista, voce
- John Lennon — voce, chitarra ritmica
- Paul McCartney — voce, basso
- Ringo Starr — batteria, percussioni